# Georg Anreith
Georg Anreith (* 1751 in Riegel am Kaiserstuhl; † 1823 in Steinamanger) war ein deutscher Baumeister, der vor allem in Ungarn tätig war. Sein Bruder Anton Anreith (1754–1822) war Bildhauer in Südafrika.

## Leben und Werk
Er war bei Melchior Hefele in der Lehre und arbeitete von 1778 bis 1781 am Bischofspalast in Preßburg. Später war er in Schlesien tätig, kam dann aber 1791 wieder zu Hefele zum Bau der Kathedrale in Steinamanger, die Anreith nach dem Tode Hefeles 1794 fortführte und nach zwei Jahrzehnten vollendete. Zu seinen Werken zählt auch das Lyzeum in Steinamanger.